# Lawana obliqua
Lawana obliqua är en insektsart som först beskrevs av Melichar 1902.  Lawana obliqua ingår i släktet Lawana och familjen Flatidae. Inga underarter finns listade i Catalogue of Life.